# Victoria Tereshchuk
Pour les articles homonymes, voir Tereshchuk.
Victoria Tereshchuk (Терещук Вікторія Анатоліївна) née le 18 février 1982 est une athlète ukrainienne, spécialiste du pentathlon.

## Palmarès
| Discipline/Année                         | 2006 | 2007 | 2008 | 2009 | 2010 | 2011 | 2012 |
| ---------------------------------------- | ---- | ---- | ---- | ---- | ---- | ---- | ---- |
| Jeux olympiques Individuel               | -    | -    | DSQ  | -    | -    | -    | 23e  |
| Championnats du monde seniors Individuel | 3e   | -    | -    | -    | -    | 1re  | -    |
| Championnats du monde seniors Équipes    | -    | -    | -    | -    | -    | -    | -    |
| Championnats du monde seniors Relais     | -    | -    | -    | -    | -    | 3e   | -    |
| Coupe du monde seniors Individuel        | -    | -    | -    | -    | -    | -    | -    |
| Championnats d'Europe seniors Individuel | -    | -    | 1re  | -    | -    | 3e   | -    |
| Championnats d'Europe seniors Équipes    | -    | -    | -    | -    | -    | -    | -    |
| Championnats d'Europe seniors Relais     | -    | -    | -    | -    | -    | -    | -    |

Ce palmarès n'est pas complet